# Dietrich de Landsberg
Dietrich de Landsberg (sau Theodoric; supranumit cel Înțelept sau cel Gras) (n. 1242 – d. 8 februarie 1285, pe drumul de întoarcere din Polonia), membru al casei de Wettin, a fost margraf de Landsberg din 1265.

## Viața
Dietrich a fost cel de al doilea fiu al margrafului Henric cel Ilustru de Meissen cu Constanța de Babenberg. În 1261, tatăl său a desprins Marca de Landsberg din propriul său teritoriu. În 1265, Henric al III-lea a transferat Landsberg, inclusiv Osterland pe numele lui Dietrich, creând astfel o ramură minoră a familiei de Wettin. Această ramură se va stinge odată cu moartea fiului lui Dietrich, Frederic Tuta, din 1291. Ulterior, Landsberg a fost vândut către casa de Ascania.
Dietrich a murit în 1285. Mormântul său este localizat în Seußlitz, astăzi parte a orașului Nünchritz.

## Căsătorie și urmași
În 1258, Dietrich s-a căsătorit cu Elena de Brandenburg (d. 1304), una dintre fiicele margrafului Ioan I de Brandenburg. Cu Elena, el a avut trei copii:
- Sofia, abatesă de Weissenfels (n. cca. 1259; d. 24 august 1318), căsătorită în 1271 cu ducele Conrad I de Głogów
- Frederic Tuta, margraf de Meissen (n. 1269; d. 16 august 1291)
- Gertruda, călugăriță în Weissenfels (d. 17 ianuarie 1325, în Weißenfels)